# Irina Mikitenko
Irina Mikitenko-Volynskaja (Bakanas, 23 augustus 1972) is een voormalige Duitse langeafstandsloopster, die in Kazachstan geboren is. Ze werd meervoudig Duits kampioene en heeft meerdere Duitse records in handen. Ze nam viermaal deel aan de Olympische Spelen.

## Biografie

### Eerste optreden op OS voor Kazachstan
Irina Mikitenko's schoonvader Leonid kwam uit op de Olympische Spelen van 1968 in Mexico-Stad. Op veertienjarige leeftijd begon ze met langeafstandslopen. Onder haar geboortenaam Irina Volynskaja vertegenwoordigde ze Kazachstan op de Olympische Spelen van 1996 in Atlanta op de 5000 m. Hierbij sneuvelde ze in de voorrondes. Ze trouwde later met Alexander, de zoon van Leonid Mikitenko. Vanwege haar Duitse voorouders emigreerde ze met haar man naar de Duitse staat Hessen.

### Sinds 1998 Duitse
In maart 1998 nam Mikitenko de Duitse nationaliteit aan en sindsdien kwam zij op internationale wedstrijden voor dit land uit. Dat jaar verbeterde ze ook het Duitse record op de 10.000 m. In 1999 verbeterde ze op de wereldkampioenschappen in de Spaanse stad Sevilla het Duitse record op de 5000 m naar 14.50,17. Deze tijd was goed voor een vierde plek achter Gabriela Szabó (goud), Zahra Ouaziz (zilver) en Ayelech Worku (brons). Op 7 september in Berlijn dat jaar verbeterde ze dit record verder naar 14.42,03.
Vijfde werd ze op de Olympische Spelen van 2000 in Sydney en de WK van 2001 in Edmonton. In 2003 won ze de Paderborner Osterlauf in een recordtijd van 31.28 minuten. Ook won ze de Bietigheimer Silvesterlauf dat jaar. In Athene werd ze zevende op de 5000 m tijdens haar derde optreden op de Olympische Spelen in 2004.

### Comeback na geboorte kind
Na de geboorte van haar kind maakte Irina Mikitenko in 2006 haar comeback door Duitse kampioene te worden op de 5000 en 10.000 m. Op de Europese kampioenschappen van 2006 werd ze negende, een plaats achter haar rivale Sabrina Mockenhaupt. Beide atletes debuteerden dat jaar op de halve marathon tijdens de marathon van Keulen.
In 2007 behaalde Mikitenko bij haar marathondebuut gelijk een tweede plaats op de marathon van Berlijn. Ze finishte in 2:24.51 op ruim een minuut achterstand van de Ethiopische winnares Gete Wami (2:23.17). Haar tijd was de derde Duitse tijd ooit op de marathon gelopen, na Uta Pippig en Katrin Dorre.

### Duits marathonrecord
Daarna gaat het snel met Mikitenko. Eerst wint ze in 2008 de marathon van Londen in 2:24.14, alweer meer dan een halve minuut sneller dan bij haar debuutrace. Maar dat is nog niets vergeleken met haar prestatie later dat jaar in eigen huis, op de marathon van Berlijn. Onder ideale omstandigheden brengt ze de Duitse toeschouwers in vervoering met een verbetering van haar eigen nationale record met vijf minuten. Mikitenko loopt een uitstekend opgebouwde race, waarin ze in de tweede helft opstoomt van de derde naar de eerste plaats en uiteindelijk finisht in 2:19.19, de beste wereldtijd van dat jaar. Ze is met deze tijd op de marathonafstand de zevende (peildatum oktober 2017) snelste vrouw aller tijden. Ze is bovendien de eerste Duitse winnares sinds Uta Pippig in 1995. Tweede werd de Ethiopische Askale Tafa Magarsa in 2:21.31, derde de Keniaanse Helena Kirop in 2:25.01. Voor deze beiden is dat een PR.
In 2014 zette Irina Mikitenko een punt achter haar atletiekloopbaan.
Irina Mikitenko is getrouwd met haar trainer Alexander Mikitenko en heeft een zoon Alexander en een dochter Vanessa. Ze liep eerst voor TV Gelnhausen, nadien kwam zij uit voor atletiekvereniging TV Wattenscheid 01.

## Titels
- Duits kampioene 5000 m - 1999, 2000, 2006
- Duits kampioene 10.000 m - 1998, 2006, 2008
- Duits indoorkampioene 1500 m - 2001, 2003
- Duits indoorkampioene 3000 m - 2001, 2003
- Duits kampioene 10 km - 2006, 2007, 2008
- Duits kampioene halve marathon - 2007
- Duits kampioene veldlopen (lange afstand) - 2000
- Duits kampioene veldlopen (korte afstand) - 2000

## Persoonlijke records
Baan
| Onderdeel | Prestatie     | Datum            | Plaats    |
| --------- | ------------- | ---------------- | --------- |
| 1500 m    | 4.06,08       | 9 juni 2001      | Dortmund  |
| 3000 m    | 8.30,39 (NR)  | 11 augustus 2000 | Zürich    |
| 5000 m    | 14.42,03 (NR) | 7 september 1999 | Berlijn   |
| 10.000 m  | 31.29,55      | 7 april 2001     | Barakaldo |

Weg
| Onderdeel      | Prestatie    | Datum             | Plaats    |
| -------------- | ------------ | ----------------- | --------- |
| 5 km           | 15.17 (NR)   | 14 mei 2000       | Kassel    |
| 10 km          | 30.57 (NR)   | 13 september 2008 | Karlsruhe |
| 15 km          | 49.47        | 28 september 2008 | Berlijn   |
| 20 km          | 1:06.28      | 28 september 2008 | Berlijn   |
| halve marathon | 1:08.51      | 22 maart 2008     | Paderborn |
| 25 km          | 1:23.08      | 28 september 2008 | Berlijn   |
| 30 km          | 1:39.36      | 28 september 2009 | Berlijn   |
| marathon       | 2:19.19 (NR) | 28 september 2008 | Berlijn   |

Indoor
| Onderdeel | Prestatie     | Datum            | Plaats    |
| --------- | ------------- | ---------------- | --------- |
| 1500 m    | 4.07,45       | 27 januari 2001  | Karlsruhe |
| 3000 m    | 8.46,34       | 4 februari 2004  | Dortmund  |
| 5000 m    | 14.55,99 (NR) | 11 februari 2001 | Dortmund  |

## Palmares

### 1500 m
- 2001:  Duitse indoorkamp. - 4.09,97
- 2003:  Duitse indoorkamp. - 4.17,66
- 2004: 4e Europese Indoorcup - 4.13,61

### 3000 m
Kampioenschappen
- 1999:  Grand Prix Finale - 8.45,59
- 2001:  Duitse indoorkamp. - 8.52,41
- 2003:  Duitse indoorkamp. - 8.52,78
- 2004: 6e Wereldatletiekfinale - 8.43,17

Golden League-podiumplek
- 2003:  Weltklasse Zürich – 8.39,29

### 5000 m
Kampioenschappen
- 1998: 5e Wereldbeker - 16.46,60
- 1999:  Europacup - 15.05,43
- 1999:  Duitse kamp. - 15.45,21
- 1999: 4e WK - 14.50,17 (NR)
- 2000:  Europacup - 14.54,30
- 2000:  Duitse kamp. - 15.50,55
- 2000: 5e OS - 14.43,59
- 2001: 5e WK - 15.13,93
- 2004: 7e OS - 15.03,36
- 2006: 5e Europacup - 16.30,89
- 2006:  Duitse kamp. - 15.28,00

Golden League-podiumplek
- 1999:  ISTAF – 14.42,03

### 10.000 m
- 1998:  Duitse kamp. - 32.10,61
- 2006:  Duitse kamp. - 32.30,33
- 2006: 9e EK - 31.44,82
- 2010:  Duitse kamp. - 31.57,71
- 2010: 9e Europacup - 32.48,69

### 10 km
- 2006:  Duitse kamp. - 32.30
- 2007:  Duitse kamp. - 32.34
- 2008:  Duitse kamp. - 30.57
- 2008:  Bupa London 10000 - 32.02
- 2011:  Parelloop - 32.05,2

### marathon
- 2007:  marathon van Berlijn - 2:24.51
- 2008:  marathon van Londen - 2:24.14
- 2008:  marathon van Berlijn - 2:19.19
- 2009:  marathon van Londen - 2:22.11
- 2009:  Chicago Marathon - 2:26.31
- 2010:  marathon van Chicago - 2:26.40
- 2011: 6e marathon van Londen - 2:24.24
- 2011:  marathon van Berlijn - 2:22.18
- 2012: 7e marathon van Londen - 2:24.53
- 2012: 13e OS - 2:26.44
- 2013:  marathon van Tokio - 2:26.41
- 2013:  marathon van Berlijn - 2:24.54

### veldlopen
- 2000:  Duitse kamp. (korte afstand) - 12.18
- 2000:  Duitse kamp. (lange afstand) - 24.33
- 2000: 19e WK (korte afstand) - 13.31